# Arado Ar 196
L'Ar 196 va ser un hidroavió embarcat de reconeixement aeri construït per la firma alemanya Arado. L'any 1937 va ser seleccionat com el guanyador del concurs per ser el nou avió de reconeixement de la Kriegsmarine (la marina de guerra alemanya) durant la Segona Guerra Mundial.

## Història operacional

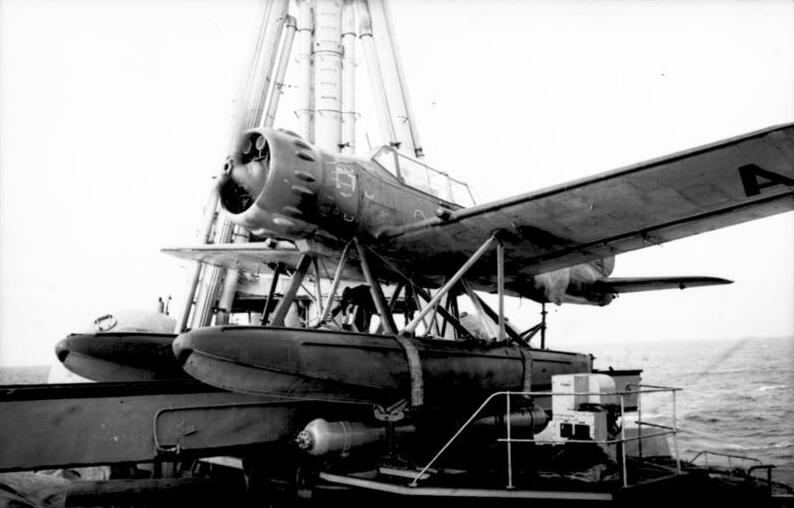
Un Ar 196 a bord del creuer Admiral Hipper.

Aquest hidroavió era molt apreciat pels seus pilots, ja que era fàcilment maniobrable tant a l'aire com a l'aigua. Amb la pèrdua dels principals vaixells de guerra alemanys la majoria d'Ar 196 es van destinar a esquadrons costaners dedicats al reconeixement però també a missions antisubmarines (fins a finals del 1944). Van arribar a danyar i capturar el submarí britànic HMS Seal N37. Una altra missió habitual era la intercepció dels bombarders de la RAF Armstrong-Whitworth Whitley que atacaven els vaixells alemanys.
Tot i no ser rival per als caces enemics tenia bones característiques de vol i un armament potent que el feien millor que els seus equivalents dels aliats. Gràcies al fàcil maneig a l'aigua la Força Aèria Finlandesa els va utilitzar àmpliament per transport de tropes i avituallament de les forces especials darrere les línies enemigues aterrant i enlairant-se des de petits llacs en àrees remotes.

## Especificacions (Ar 196 A-2)
Dades de 
Característiques generals
- Tripulació: Dos (pilot i observador)
- Longitud: 11,0 m
- Envergadura: 12,4 m
- Alçada: 4,45 m
- Superfície de l'ala 28,4 m²
- Pes buit: 2.990 kg
- Pes màxim d'enlairament: 3.720 kg
- Motors: 1×  motor radial de 9 cilindres BMW 132K, 960 PS

 Rendiment 
- Velocitat màxima: 311 km/h
- Abast: 1.080 km
- Sostre de servei: 7.010 m
- Ràtio d'ascens: 300 m/min
- Càrrega alar: 98,2 kg/m²
- Potència/pes: 167 W/kg

Armament

- Metralladores:
- 1 × 7.92 mm metralladora MG 15
- 1 × 7.92 mm metralladora MG 17

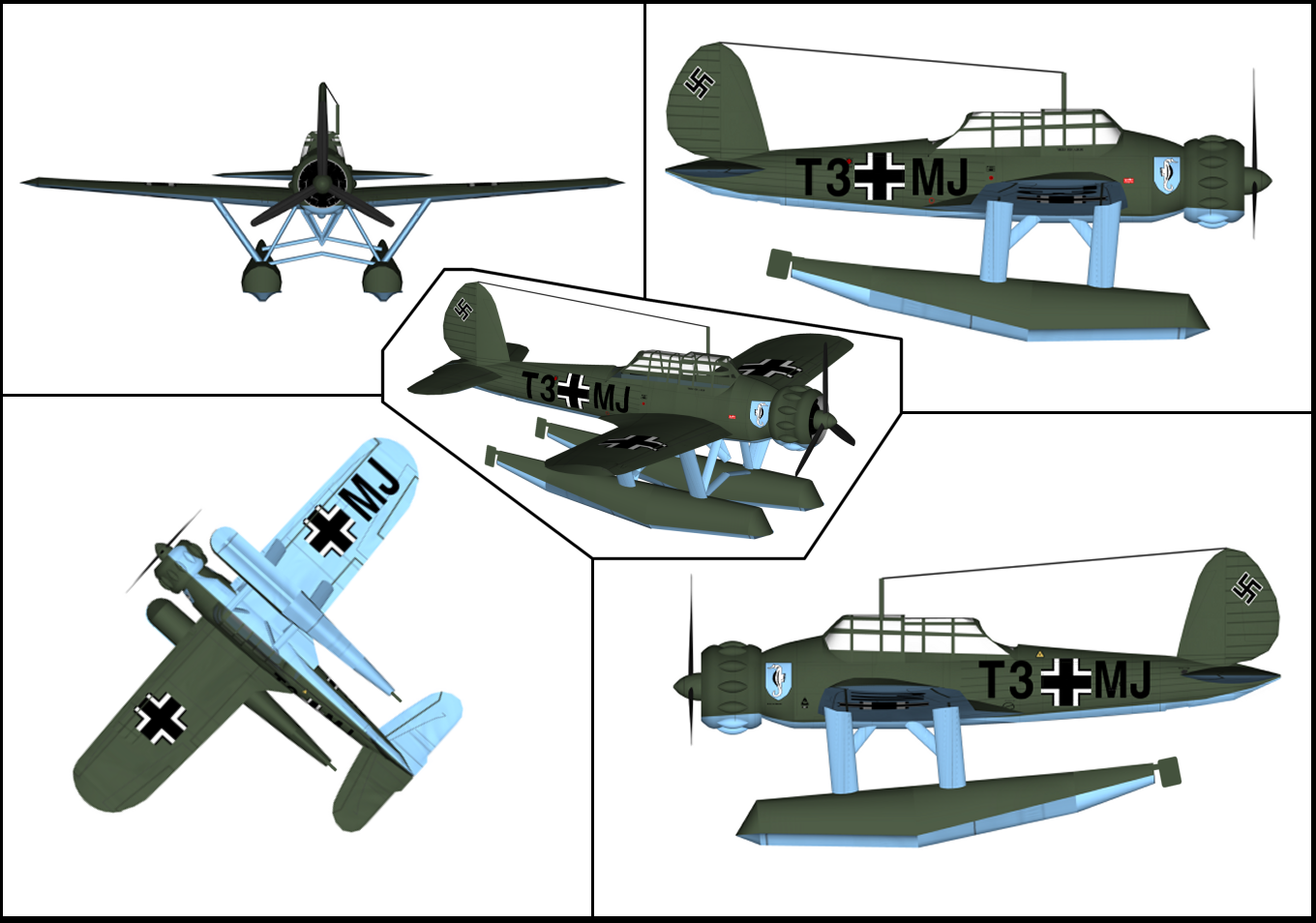
Un Arado Ar 196 amb les marques de la unitat de reconeixement assignada al cuirassat Bismarck.

- 2 canons automàtics de calibre 20 mm MG FF (un a cada ala)
- Bombes: 2 × bombes de 50 kg